# Křížová cesta (Řepy)
Křížová cesta v Řepích v Praze se nachází v areálu Domova Svatého Karla Boromejského.

## Historie
Křížovou cestu, zvanou také Via Dolorosa (cesta bolesti), tvoří pět zděných výklenkových kapliček s dřevěnou plastikou, umístěných v Meditační zahradě Domova. Autorem plastik je umělecký řezbář Pavel Hladký, který se při jejich ztvárnění inspiroval verši básníka a lékaře Aloise Volkmana. Plastiky v jednotlivých zastaveních zpodobňují lidské ruce.
První kaple s názvem "Getsemane" stojí po pravé straně cesty a je otočená čelem k ostatním kaplím. Druhá až pátá kaple stojí po levé straně cesty v řadě za sebou a jsou pojmenovány: "Velerada", "Ecce Homo", "Cestou Kříže" a "Golgota".
Křížová cesta byla slavnostně otevřena a posvěcena 10. června 2013.